# Chính trị Liên Xô
Chế độ chính trị của Liên Xô có đặc trưng là vai trò lãnh đạo của Đảng Cộng sản Liên Xô (CPSU), đảng duy nhất được phép hoạt động theo Hiến pháp.
Để xem thông tin về chính phủ, xem Chính phủ Liên Xô.

## Bối cảnh
Những người Bolshevik đã nắm quyền lực trong Cách mạng Tháng Mười, giai đoạn cuối cùng của Cách mạng Nga, là Đảng cộng sản đầu tiên nắm quyền lực và cố gắng áp dụng biến thể Leninism của chủ nghĩa Mác vào thực tế. Mặc dù họ đã phát triển rất nhanh trong thời Cách mạng, từ 24.000 đến 100.000 thành viên, và với một số ủng hộ để chiếm 25% số phiếu bầu Quốc hội Lập hiến vào tháng 11 năm 1917, những người Bolshevik chỉ là một đảng thiểu số khi họ nắm quyền lực bằng bạo lực tại Petrograd và Moskva. Lợi thế của họ là kỷ luật và một nền tảng hỗ trợ phong trào công nhân, nông dân, binh lính và thủy thủ để nắm giữ các nhà máy, tổ chức các xô viết, chiếm đoạt đất đai của tầng lớp quý tộc và các chủ đất lớn khác, đào ngũ khỏi quân đội và xô xát chống lại hải quân trong cuộc Cách mạng.
Karl Marx đã không đưa ra các đề xuất chi tiết cho cơ cấu của một chính phủ xã hội chủ nghĩa hoặc cộng sản chủ nghĩa và xã hội tương ứng ngoài việc thay thế chủ nghĩa tư bản bằng chủ nghĩa xã hội, và cuối cùng là chủ nghĩa cộng sản, bằng giai cấp công nhân khi chiến thắng. Lenin, lãnh đạo Bolshevik, đã phát triển lý thuyết cho rằng một Đảng Cộng sản nên đóng vai trò là tiền phong của giai cấp vô sản, cai trị với danh nghĩa và lợi ích của giai cấp này, nhưng giống như Marx, ông đã không phát triển một chương trình chi tiết về kinh tế hoặc chính trị. Chính phủ Cộng sản mới của Liên Xô gặp phải những vấn đề đáng báo động: mở rộng kiểm soát thực tế vượt ra ngoài các thành phố lớn, chống lại lực lượng phản cách mạng và đảng chính trị đối lập, đối phó với cuộc chiến tiếp diễn, và thiết lập một hệ thống chính trị và kinh tế mới.
Mặc dù có kỷ luật đáng kể, những người Bolshevik không có trí tuệ thống nhất, Đảng là một liên minh của các nhà cách mạng cam kết với nhau, nhưng họ có cách nhìn khác nhau về những gì là thực tiễn và những gì được coi là thích hợp. Những xu hướng phân tán này đã dẫn đến các cuộc tranh luận trong Đảng trong thập kỷ sau đó, tiếp theo là giai đoạn củng cố Đảng khi các chương trình rõ ràng đã được Đảng thông qua.